# Father Knows Worst
«Father Knows Worst» (рус. Папа знает хуже) — восемнадцатый эпизод двадцатого сезона мультсериала «Симпсоны». Премьера эпизода состоялась 26 апреля 2009 года.

## Сюжет

Гомер дышит огнём на Барта после его шутки

Гомер, Барт и Лиза идут на карнавал по Южной стороне морского порта, и Гомер пускается в различные виды шашлыков. Из-за того, что он пожирает их без разбора, он случайно глотает горящую палку. Он пытается потушить её водой, но обманным путём получает от Барта бензин для зажигалок (за что Гомер его душит и дышит на него огнём). После недолгого пребывания языка в гипсе, вкусовые рецепторы Гомера стали гиперчувствительными, причиняя большую боль при съедании обычной пищи. Лиза решает проблему, давая Гомеру пищу из столовой в школе. Эта пища настолько пресная, что гиперчувствительный Гомер может теперь терпеть только её. Гомер решает поужинать в начальной школе (и даже раздаёт ученикам желе), к большому смущению Барта.
Во время обеда в школе Гомер знакомится с «мамой-вертолётом», который давит на сына Ноа, будучи рядом с ним в любое время. Она делает ехидные замечания по поводу детей Гомера, указывая на глупого Барта и изгоя Лизу. Гомер решает стать «родителем-вертолётом», опасаясь, что его дети в жизни будут служить другим детям, таким как Ной. Барт должен построить модель из пробкового дерева, чтобы сконструировать в скульптурное здание, и Гомер решает помочь сыну. В магазинах для пробкового дерева Гомер показывает, что Барт будет строить Монумент Вашингтону, но Директор Скиннер критикует это, как слишком легкое. В ответ на это Гомер покупает комплект для сборки самой сложной модели Вестминстерского аббатства. Он покупает книгу для Лизы, озаглавленную «Чиксы из группировок», и убеждает её попробовать вступление в группировку, во-первых, заявляя, что дельфины плавают в группах и что США была основана группировкой, а затем покупает популярным девочкам из школы Лизы мобильные телефоны.
Гомер убежден, что Барт не будет строить модель аббатства правильно, и настаивает на его собственной работе. Он работает до поздней ночи и случайно засыпает. Во время сновидений Гомер видит несколько привидений, захороненных в аббатстве, а именно, Джеффри Чосера, Анну Клевскую и Оскара Уайльда (на самом деле, похороненного в Париже), большинство советуют Гомеру, чтобы Барт учился на своих ошибках. Гомер просыпается и видит изуродованную им во время сна модель. На конкурсе суперинтендант Чалмерс отмечает, что модель Барта является единственной, которая не является «слишком совершенной», и, следовательно, считает, что модель Барта является единственной, которая не была построена с помощью родителей, но Барт отказывается от премии и говорит, что Гомер сделал всю работу. Лиза тоже признается отцу, что она больше не хочет быть популярной, отметив, что это тяжелая работа быть такой глупой.
Тем временем Мардж несёт водонагреватель в подвал и обнаруживает скрытую сауну, сохраняя тайну о её существовании при себе из-за страха, что Гомер будет приглашать своих друзей (а Мо не принесёт своё полотенце, потому что ему не сказали о нём, и поэтому он предложит всем раздеться). Мардж посещает сауну на регулярной основе и так глубоко расслабляется, что не реагирует, когда Гомер рассказывает ей о проблемах Барта и Лизы. После отказа Барта от награды и отказа Лизы быть популярной Гомер решает, что он потерпел неудачу, как отец. Мардж ведет его вниз, в сауну, в которой они веселятся от пара и релаксации. В конце концов, Мардж заливает в сауну пиво и их полотенца падают, после чего они занимаются любовью.

## Культурные отсылки
- Когда Гомер понимает, что Мардж не заботится о детях и, следовательно, он должен это делать, он говорит: «Помоги мне, майонез», выпивает его, и у него появляются бицепсы. Это намекает на моряка Попая, который ест шпинат в критической ситуации, и у него значительно увеличивается мышечная масса.
- Гомер подсказывает Барту модель, которую тот будет собирать. Затем от радости, что он помог сыну, Гомер со словами «Этот вертолет взлетает» начинает кружиться как вертолет и имитировать звуки. Когда он, врезавшись в шкафчик, падает и говорит слова «Черный ястреб сбит, сбит!» — это отсылка к фильму Чёрный ястреб.

## Отношение критиков и публики
Эпизод посмотрело 7 % от количества телезрителей в возрасте от 18 до 49 лет и 2,5 % от общего количества населения, его посмотрели 5940 тысяч зрителей. Эрих Эспелшеглер из TV Verdict сказал: «„Father Knows Worst“ является „центристским“ эпизодом Симпсонов, так как он приземляется прямо посередине между лучшими и худшими эпизодами Симпсонов. Хотя Мардж и Мэгги нужны в эпизоде совершенно впустую, да и сюжетная линия Лизы едва попадает в эпизод, увидев Гомера, пытающегося сделать что-нибудь, что хорошо для смеха, особенно, если это что-то о воспитании или включает в себя, воображение о Мардж, катающейся на водных лыжах на стегозавре. Не совсем модель для эпизода, но всё же достойный эпизод.» Роберт Кэннинг из IGN полюбил эпизод. Он сказал: «Основная история была интересной, и случайные шутки добавляют качество всему эпизоду». Он продолжал говорить: «В общем, трудно жаловаться, когда история является твердой и шутки в ней смешные.» Кроме того, Дэн Кастелланета выиграл премию Эмми за выдающуюся голосовую работу за его роль Гомера Симпсона в этом эпизоде, став его четвёртой лучшей голосовой работой.